# John Francis Rigaud

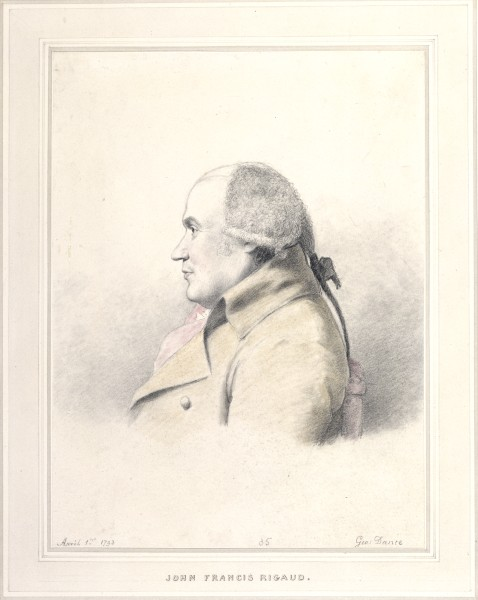
John Francis Rigaud von George Dance (1793)

John Francis Rigaud (* 18. Mai 1742 in Turin; † 6. Dezember 1810 in Packington Hall (Warwickshire)) war ein Historienmaler, Porträtmaler und Dekorationsmaler des achtzehnten Jahrhunderts. Der französischstämmige Rigaud wurde in Turin geboren und verbrachte den Großteil seines Lebens in England.

## Leben
Rigaud wurde erst am 9. September seines Geburtsjahres getauft. Er war der zweite Sohn von James Dutilh (später Rigaud) und Jeanne Françoise Guiraudet. Sein Vater stammte aus einer calvinistischen/hugenottischen Kaufmannsfamilie; sein Großvater Jacques Dutilh war mit seiner Familie nach dem Widerruf des Edikts von Nantes von Lyon nach Genf geflohen. Großvater Jacques starb auf der Reise und seine Witwe Elisabeth nahm nach ihrer Ankunft in Genf ihren Mädchennamen Rigaud wieder an, unter dem die Familie bekannt wurde.
Nach dem Nachweis seiner künstlerischen Befähigung studierte Rigaud bei Cavaliere Claudio Francesco Beaumont von Turin, dem Historienmaler am Hof des Königs von Sardinien-Piemont. Er verließ Beaumont, reiste von Piemont nach Italien und studierte Malerei in Florenz und in Bologna, wo er im Jahre 1766 Mitglied der Accademia Clementina (Akademie der Schönen Künste) wurde. Danach ging er nach Rom, musste aber aus familiären Gründen nach Hause zurückkehren. Im Januar 1768 brach er wieder auf, diesmal nach Piacenza, Parma, Bologna und schließlich Rom, wo er sich niederließ und die Kunst der Stadt studierte, vor allem die Alten Meister und besuchte Schulen für das Aktzeichnen. Dort schuf er, was er laut Dictionary of National Biography als eines seiner wichtigsten Werke betrachtete: „Hercules Resting from his Labours“. Während seiner Zeit in Rom befreundete sich Rigaud mit dem schwedischen Bildhauer Johan Tobias Sergel und dem irischen Maler James Barry. Im April 1770 reisten er und Barry nach Florenz, Bologna und Turin. Rigaud selbst ging für eine kurze Zeit nach Paris und dann im Dezember 1771 nach London. Er stellte seinen „Hercules“ im Jahre 1772 an der Royal Academy of Arts aus und wurde im selben Jahr als „Associate Member“ aufgenommen.
Während Rigaud Gemälde stets in der Royal Academy ausstellte – von 1772 bis 1815 insgesamt 155 Werke – „war seine lukrativste und fesselndste Beschäftigung die dekorative Malerei für die Wohnsitze des städtischen und ländlichen Adels, wie Lord Gower, Lord Sefton und dem Earl von Aylesford“.
Einige seiner an der Akademie gezeigten Werke waren Studien für Deckenmalereien und im Jahre 1797 zeigte er drei mit „Versuch der Freskenmalerei auf Portland-Stein“ bezeichnete Werke.
Der Architekt William Chambers vermittelte ihm Arbeiten in London im Melbourne House am Piccadilly (1772 bis 1774) und am Somerset House (1780) an. Er war auch an der dekorativen Gestaltung des gemeinsamen Ratssaals der Guildhall in London (1794) und Trinity House (1796) beteiligt. Die Dictionary of National Biography charakterisiert alle diese Werke als „meist klassischen Figuren und Imitationen von Flachreliefs im modischen italienischen Stil Giovanni Battista Cipriani und Biagio Rebecca“.
Seine Werke an der Guildhall „Vorsehung“, „Unschuld“, „Weisheit“ und „Glück“ entstanden im Auftrag von Stadtrat John Boydell. Sie sind nicht erhalten geblieben: ein 1819 herausgegebenes Begleitbuch durch das Gebäude berichtet, dass „diese nicht ganz getrockneten Bilder ausdunkelten. Sie existieren nicht mehr …“

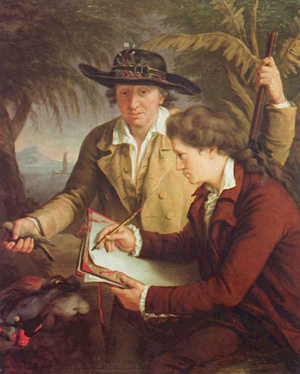
Johann Reinhold Forster und Georg Forster in Tahiti (1780)

Rigaud schuf auch Historienbilder, wie „Entry of the Black Prince into London with his Royal Prisoner“ (1775) und mehrere Werke für die Galerien von Thomas Macklin, Robert Bowyer und für die Shakespeare Gallery von John Boydell in den späten 1780er Jahren. Nach dem Dictionary of National Biography, „wurden seine historische Gemälde nicht gut aufgenommen“'. Er erhielt auch den Auftrag, zwei religiöse Werke malen: eine „Kreuzabnahme“ für die römisch-katholische Kapelle der sardischen Botschaft in London im Jahre 1780 und einem Fresko der „Himmelfahrt“ für die kurz zuvor umgebaute Kirche St. Martin Outwich. 1797. Das letzte Gemälde geriet bald in einen schlechten Zustand und zerfiel während der Gebäudeänderungen 1827.

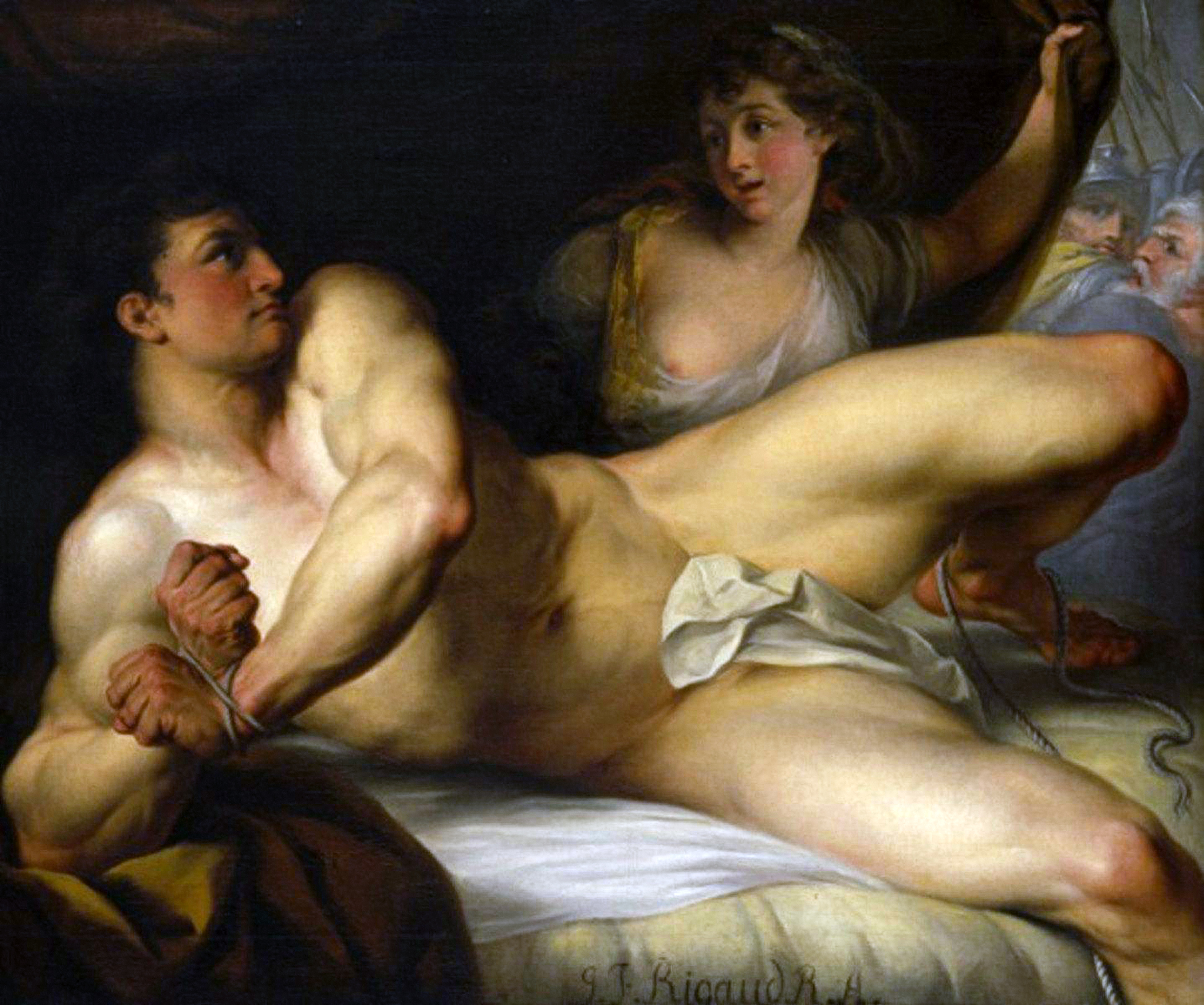
Samson Breaking his Bands (1784)

Rigaud war auch ein Porträtmaler, von ihm stammt ein Gruppenporträt aus 1777 der Künstler Francesco Bartolozzi, Agostino Carlini und Giovanni Battista Cipriani und ein weiteres aus 1782 zeigt Sir Joshua Reynolds, Sir William Chambers, und Joseph Wilton.
Er stellte auch eine Reihe von Seehelden dar, darunter Lord Nelson. Nach dem Dictionary of National Biography neigen seine Porträts dazu, stark charakterbetont und kühn konzipiert, gelegentlich sogar überspannt zu sein.
Am 10. Februar 1784 nahm die Royal Society Rigaud offiziell – mit „Samson Breaking his Bands“ als Diplomarbeit – in ihren Kreis auf. Im Jahre 1795 wurde er zum Historienmaler Gustavs IV. Adolf von Schweden ernannt und Mitglied der Königlichen Akademie der freien Künste Stockholm. Doch nach 1800 scheint laut Dictionary of National Biography seine Karriere als Maler nachgelassen zu haben. Er übersetzte 1802 Leonardo da Vincis Traktat über die Malerei und restaurierte gemalte Dekorationen wie jene im Old Royal Naval College in Greenwich und Montague House.
Rigaud heiratete Mary Williams (* vermutlich 1740; † 1808) am 21. Juli 1774. Sie hatten drei Töchter und mit Stephen Francis Dutilh Rigaud einen Sohn, der auch Maler wurde. Nach dem Tod seiner Frau lebte Rigaud mit seinem Sohn zusammen. Er starb am 6. Dezember 1810 in Packington Hall in Warwickshire an Apoplexie und wurde in Packington begraben.